# Eupolideion
Das Eupolideion (lateinisch Eupolideus) ist in der antiken Verslehre ein nach dem griechischen Dichter Eupolis benanntes Versmaß der attischen Komödie.
Der Vers ist aus 3. Glykoneus und katalektischem trochäischem Dimeter zusammengesetzt und hat demnach das Schema
—◡—◡—◡◡— ‖ ◡◡—◡—◡◠
Belege finden sich bei Diphilos und Menander.
Die entsprechende Verbindung mit 1. Glykoneus wird Kratineion genannt.